# Aegritudo Perdicae
Aegritudo Perdicae, tradotto come "la malattia di Perdica" o anche "di Perdicca", è il titolo di un carme latino di 290 esametri, risalente all'epoca tardoimperiale o altomedievale, di autore ignoto, risalente a un periodo all'incirca tra il V e il VII secolo dopo Cristo.

## Autore, datazione e modelli
L'autore è ignoto, sebbene gli studiosi abbiano riscontrato similitudini con lo stile di Draconzio – motivo per cui, a volte, ne è stata proposta l'attribuzione. Emil Baehrens, editore principe dell'opera, riteneva che l'autore fosse un africano. Elementi stilistici e linguistici sostengono una datazione al VI o VII secolo d.C., forse in area spagnola (all'epoca sotto il dominio dei Goti).
La vicenda di Perdica è anche in Claudiano, Carm. min. 8; Draconzio, Romulea 2 (Hylas), 49-72; e in Fulgenzio, Mythogr. 3, 2. Massimo Lenchantin de Gubernatis riteneva che un'altra fonte d'ispirazione possa essere stata la Vita d'Ippocrate attribuita a Sorano (II sec. d.C.).

## Trama
Venere, offesa dal principe Perdica, ingiunge a Cupido di colpirlo con una delle sue frecce. Il principe si innamora così della sua stessa madre e a nulla vale l'intervento dei medici di corte. Solo Ippocrate intuisce, per caso, la causa del male, ma non riesce a trovarvi una cura. Disperato, Perdica si toglie la vita.

## Conservazione e tradizione manoscritta
L'opera è conservata dal solo manoscritto Londra, British Library, Harley 3685 (XV sec.), ff. 21v-25v [H], già di proprietà di Konrad Peutinger. Il testo è viziato da numerose corruttele.

### Edizioni
- LIII. Aegritudo Perdicae, in Poetae Latini Minores, edidit Emil Baehrens, V, Lipsiae, in aedibus B. G. Teubneri, 1888,  pp. 112-125.
- Aegritudo Perdicae, recognovit Loriano Zurli, Monachi et Lipsiae, K. G. Saur, 2001  [1987], ISBN 3-598-71007-0.
- La Aegritudo Perdicae rivisitata, a cura di Antonino Grillo, Messina, EDAS, 2007, ISBN 978-88-7820-268-9.
- La malattia di Perdicca, a cura di Lara Nicolini, Collana Letteratura universale, Venezia, Marsilio, 2023, ISBN 978-88-297-1935-8.

### Studi
- Martin Schanz, Carl Hosius e Gustav Krüger, Geschichte der römischen Literatur bis zum Gesetzgebungswerk des Kaisers Justinian, IV.2, München, Beck, 1920,  pp. 1033ss.
- Massimo Lenchantin de Gubernatis, PERDICA, Malattia di, in Enciclopedia Italiana, 1935.
- Étienne Wolff, L'Aegritudo Perdicae, un poéme de Dracontius?, in Revue de philologie, de littérature et d'histoire anciennes, vol. 62, 1988,  pp. 79-89.
- Loriano Zurli, L'Aegritudo Perdicae non è di Draconzio, in Carlo Santini, Loriano Zurli (a cura di), Ars narrandi. Scritti di narrativa antica in memoria di Luigi Pepe, Napoli, ESI, 1996,  pp. 233-61, ISBN 9788881143597.
- Otto Zwierlein, Anhang: Dracontius und die 'Aegritudo Perdicae', in Die "Carmina profana" des Dracontius. Prolegomena und kritischer Kommentar zur Editio Teubneriana, Berlin - Boston, Walter De Gruyter GmbH, 2017,  pp. 275-302, DOI:10.1515/9783110527537-004, ISBN 9783110527537.